# Авангард (отряд спецназначения ОМСБОН войск НКВД СССР)
Отряд спецназначения (оперативная группа) «Аванга́рд» сформированный из личного состава 1-го МСП ОМСБОН войск НКВД СССР, — разведывательно-диверсионный отряд, действовавший в годы Великой Отечественной войны, в тылу врага, на оккупированной территории нынешней Брянской области, в основном на участках железных дорог Унеча-Стародуб, Унеча-Гомель, Унеча-Кричев, шоссе Клинцы-Сураж.

## Состав
| 1.  | Каминский Станислав Александрович | 1911 г.р. | :ннннн: наградной лист | лейтенант         | заместитель командира роты | поляк    |
| 2.  | Бездудный Иван Сергеевич          | 1920 г.р. | :ннннн: наградной лист | красноармеец      | стрелок                    | украинец |
| 3.  | Бобров Павел Михайлович           | 1922 г.р. | :ннннн: наградной лист | красноармеец      | стрелок                    | русский  |
| 4.  | Богомолов Виктор Петрович         | 1924 г.р. | :ннннн: наградной лист | красноармеец      | стрелок                    | русский  |
| 5.  | Боровенский Григорий Кондратьевич | 1921 г.р. | :ннннн: наградной лист | красноармеец      | стрелок                    | украинец |
| 6.  | Горбенко Василий Данилович        | 1919 г.р. | :ннннн: наградной лист | старшина          | боец                       | украинец |
| 7.  | Житло Иван Андреевич              | 1919 г.р. | нн:н:нн наградной лист | сержант           | санинструктор              | украинец |
| 8.  | Зуев Пётр Миронович               | 1920 г.р. | нн:н:нн наградной лист | красноармеец      | стрелок                    | русский  |
| 9.  | Иваненков Адольф Семёнович        | 1924 г.р. | :ннннн: наградной лист | красноармеец      | стрелок                    | русский  |
| 10. | Карюк Владимир Тимофеевич         | 1920 г.р. | нн:н:нн наградной лист | сержант           | старшина                   | украинец |
| 11. | Крючков Евгений Васильевич        | 1926 г.р. | :ннннн: наградной лист | красноармеец      | стрелок                    | русский  |
| 12. | Мигаль Григорий Прокопович        | 1921 г.р. | :ннннн: наградной лист | красноармеец      | стрелок                    | украинец |
| 13. | Половина Илья Григорьевич         | 1921 г.р. | :ннннн: наградной лист | красноармеец      | повар                      | украинец |
| 14. | Сёмин Леонид Трифонович           | 1926 г.р. | :ннннн: наградной лист | красноармеец      | стрелок                    | русский  |
| 15. | Скрипник Степан Иванович          | 1917 г.р. | нн:н:нн наградной лист | красноармеец      | стрелок                    | украинец |
| 16. | Стариков Александр Никитович      | 1925 г.р. | :ннннн: наградной лист | сержант           | старший радист             | украинец |
| 17. | Тихонов Фёдор Леонидович          | 1925 г.р. | :ннннн: наградной лист | красноармеец      | радист                     | русский  |
| 18. | Торопов Юрий Иванович             | 1920 г.р. | нн:н:нн наградной лист | младший лейтенант | заместитель командира      | русский  |
| 19. | Фокин Яков Петрович               | 1923 г.р. | :ннннн: наградной лист | красноармеец      | стрелок                    | русский  |
| 20. | Химин Павел Сергеевич             | 1924 г.р. | нн:н:нн наградной лист | красноармеец      | стрелок                    | русский  |
| 21. | Чайковский Вячеслав Николаевич    | 1924 г.р. | :ннннн: наградной лист | красноармеец      | стрелок                    | русский  |
| 22. | Широков Дмитрий Семёнович         | 1915 г.р. | :ннннн: наградной лист | старший сержант   | командир отделения         | литовец  |
| 23. | Щетинин Всеволод Борисович        | 1921 г.р. | нн:н:нн наградной лист | красноармеец      | стрелок                    | русский  |
| 24. | не установлен                     |           |                        |                   |                            |          |

Офицеры, связанные с формированием, организацией и заброской в тыл врага спецотряда «Авангард»:
| Самусь Николай Корнеевич    | 1909 г.р. |                        | майор госбезопасности             | командир 1-го полка ОМСБОН                               |
| Зеленов Сергей Николаевич   | 1914 г.р. | :ннннн: наградной лист | майор госбезопасности             |                                                          |
| Кирпичев Дмитрий Иванович   | 1914 г.р. | :ннннн: наградной лист | старший лейтенант госбезопасности |                                                          |
| Кноблок Владимир Георгиевич | 1901 г.р. | нн:н:нн наградной лист | инженер-капитан                   | начальник оперативного отделения ОМСБОН войск НКВД СССР. |

нн:н:нн орден Красного Знамени
:ннннн: орден «Отечественной войны» 1 степени
нн:н:нн орден «Отечественной войны» 2 степени
:ннннн: орден Красной Звезды
:ннннн: медаль «За отвагу»
:ннннн: медаль «За боевые заслуги»

## Предыстория
Непосредственно перед началом Курской битвы возникла острая необходимость в усилении ударов по важнейшим коммуникациям противника. 
8 мая 1943 г. командующий Центральным фронтом генерал армии К. К. Рокоссовский и Военный совет фронта обратились в НКВД СССР с просьбой направить три отряда ОМСБОНа в тыл врага на участке этого фронта. «Эти отряды, — говорилось в письме Военного совета Центрального фронта, — желательно использовать по их прямому назначению для совершения диверсий в глубоком тылу в интересах Брянского и Центрального фронтов с главной задачей воздействовать на перевозку из глубины в Брянск людей, боевой техники и боеприпасов и этим замедлить накопление им необходимых сил и средств на нашем направлении, а следовательно, оттянуть сроки его наступления. Это нам во всех отношениях выгодно».
Руководство НКВД СССР сразу же откликнулось на просьбу командующего войсками Центрального фронта и приняло решение дополнительно сформировать три диверсионных отряда численностью 24 человека каждый из наиболее подготовленных к боевой работе в тылу противника военнослужащих ОМСБОН НКВД СССР. В дальнейшем предполагалось «усилить эти отряды за счет оперативных групп, действовавших в тылу противника до 60 человек в каждый отряд».
17 мая 1943 г. командир ОМСБОНа Гриднев дал указание командиру 1-го полка ОМСБОН майору Самусь Н.К. «подготовить и отправить на выполнение диверсионно-боевых задач в тылу врага сформированные отряды старшего лейтенанта Н.Д. Матвеева, лейтенантов А.Н. Шихова и С.А. Каминского. Полковник В. В. Гриднев выехал в штаб Центрального фронта для согласования плана переброски трех отрядов в тыл врага. Разведотдел фронта поставил перед этими отрядами и свои задачи. Учитывая, что переброска оперативных отрядов планировалась с помощью авиации и последующего десантирования, в программу подготовки было включено «изучение парашютного дела с производством тренировочных прыжков». Бойцы отрядов готовились к проведению диверсий в тылу противника: выводу из строя живой силы и техники, направляемой на фронт, а также разрушению основных дорог. Одновременно необходимо было добывать разведывательные данные о скоплении живой силы и техники неприятеля.
Необычными оказались проводы этих отрядов: «...24 мая 1943 г., в воскресенье, в клубе части шёл концерт шефов бригады — артистов Большого театра СССР. Перед бойцами выступали народные артисты СССР М. Д. Михайлов и И. С. Козловский. Во время выступления И. С. Козловского вдруг раздалась команда дежурного по части капитана: «Отряды Шихова, Матвеева, Каминского — в ружье!» Во дворе бойцов уже ожидали машины. Их провожали все участники и зрители концерта. Оркестр заиграл: «Прощай, любимый город», и М. Д. Михайлов и И С. Козловский запели песню, подхваченную всеми присутствующими».

## История
30 мая 1943 года самолёты с бойцами отрядов А. Н. Шихова и С. А. Каминского взлетели с аэродрома в Ельце. Пересекли линию фронта и благополучно преодолев на пути обстрел из зенитных орудий,  и десантировались в  Чечерских лесах, в расположении спецотряда «Вперёд» ОМСБОН под командованием майора Павла Григорьевича Шемякина. Через несколько дней спецназовцы направились в заданные районы действий: отряд «Авангард» С. А. Каминского — в район железнодорожного узла Унеча, а отряд «Почин» А. Н. Шихова под Гомель.
Пройдя свыше 160 км, 14 июня отряд «Авангард» прибыл к месту своего постоянного расположения в лесной массив (Пеньковский лес) западнее участка железной дороги Сураж–Костюковичи и, используя разведданные местных партизанских отрядов Сыромятнинова, Еремина, Коротченко, Суворова и Шемякина, приступил к выполнению задания., наблюдению за интенсивностью движения на магистралях Унеча — Хутор Михайловский, Унеча — Гомель, Унеча — Кричев. Почти ежедневно выходили на задания подрывные группы старшины Широкова, сержантов Корюка и Бездудного. Немцы усилили охрану дорог, срочно соорудили систему дотов и дзотов, ввели патрулирование на танках. Авиация врага вела наблюдение за лесами, прилегающими к железной дороге, и бомбила их. Но все оказалось напрасным: шли под откос эшелоны, надолго выходили из строя целые участки дорог. Фактически в дни Курской битвы Унечский узел был парализован. Особо отличились подрывники Широков, Житло, Щетинин, Фокин, Бездудный, Бобров, Сёмин, Богомолов. Неоднократно на «железку» выходили командиры — лейтенанты Каминский и Торопов. В июне 1943 г. бойцами отряда на участке Унеча —Хутор Михайловский было спущено 6, а в июне — октябре на участках Унеча — Кричев и Унеча — Гомель — 9 военных эшелонов противника. Одновременно разведчики отряда передавали одно за другим сообщения о местах сосредоточения вражеских войск,
По этим донесениям советская авиация 22 раза бомбила скопления эшелонов и гарнизоны в Почепе, Клинцах, Унече, Гомеле. В сентябре 1943 г. бойцы отряда Каминского перерезали путь отступления фашистским войскам и удерживали четыре населенных пункта - Смолевичи, Белая Криница, Заря, совхоз Борки до подхода Красной Армии.
27 сентября 1943 г. отряд «Авангард» соединился с наступающими частями Красной армии, был направлен в Москву и расформирован. Его личный состав после предоставленного  отдыха использовался для укомплектования  других оперативных групп  и отрядов, направленных в тыл противника.
Омсбоновцы успешно справились с этой чрезвычайно сложной задачей. 
Об этом убедительно свидетельствует оценка действий оперативных отрядов ОМСБОНа, данная командующим
1-м Белорусским фронтом генералом армии К. К. Рокоссовским, В телеграмме от 24 декабря 1943 г., адресованной в НКГБ СССР, он писал: «Учитывая успешную работу в тылу врага спецотрядов Вашего наркомата,
действовавших под командованием тт. Каминского, Матвеева, Шихова и оказавших существенную помощь
фронту в деле разрушения Унечского и Гомельского железнодорожных узлов противника, мы просим оказывать дальнейшую помощь Белорусскому фронту посылкой ваших диверсионно-разведывательных отрядов для воздействия на перевозки и разрушение основных железнодорожных коммуникаций в тылу противника»